# Нгбака (язык)
Нгбака (также: нгбака-гбая) — один из убангийских языков нигеро-конголезской макросемьи, язык народа нгбака. Распространён главным образом в Экваториальной провинции Демократической Республики Конго, а также в некоторых прилегающих районах Республики Конго (департамент Ликуала) и ЦАР. Число носителей по данным на 2000 год составляет более 1 млн человек (1 010 000 человек — в ДРК, 3 650 человек — в Республике Конго). Имеет стабильное положение, используется всеми возрастными группами. Диалектные различия незначительны.
| Алфавит нгбака | Алфавит нгбака | Алфавит нгбака | Алфавит нгбака | Алфавит нгбака | Алфавит нгбака | Алфавит нгбака | Алфавит нгбака | Алфавит нгбака | Алфавит нгбака | Алфавит нгбака | Алфавит нгбака | Алфавит нгбака | Алфавит нгбака | Алфавит нгбака | Алфавит нгбака | Алфавит нгбака | Алфавит нгбака | Алфавит нгбака | Алфавит нгбака | Алфавит нгбака | Алфавит нгбака | Алфавит нгбака | Алфавит нгбака | Алфавит нгбака | Алфавит нгбака | Алфавит нгбака | Алфавит нгбака | Алфавит нгбака |
| -------------- | -------------- | -------------- | -------------- | -------------- | -------------- | -------------- | -------------- | -------------- | -------------- | -------------- | -------------- | -------------- | -------------- | -------------- | -------------- | -------------- | -------------- | -------------- | -------------- | -------------- | -------------- | -------------- | -------------- | -------------- | -------------- | -------------- | -------------- | -------------- |
| A              | B              | 'B             | D              | 'D             | E              | Ɛ              | F              | G              | Gb             | H              | I              | K              | Kp             | L              | M              | N              | Ng             | Ny             | O              | Ɔ              | P              | S              | T              | U              | V              | W              | Y              | Z              |
| a              | b              | 'b             | d              | 'd             | e              | ɛ              | f              | g              | gb             | h              | i              | k              | kp             | l              | m              | n              | ng             | ny             | o              | ɔ              | p              | s              | t              | u              | v              | w              | y              | z              |